# Aphoebantus vulpecula
Aphoebantus vulpecula är en tvåvingeart som beskrevs av Daniel William Coquillett 1894. Aphoebantus vulpecula ingår i släktet Aphoebantus och familjen svävflugor. Inga underarter finns listade i Catalogue of Life.